# 공자 평화상
공자 평화상(孔子 平和賞)은 2010년 12월에 제정된 중화인민공화국의 평화상으로, 평화에 공헌한 인물에 수여된다. 이름 은 고대 중국의 사상가 공자의 업적을 기념하기 위해 제정된 평화상이지만, 중국이 반체제 인사 류샤오보의 노벨 평화상 수상에 대한 반발로 제정한 것이 아닌가하는 추측도 있다.
공자 평화상 위원회는 2010년에 롄잔 전 중화민국 부총통을 초대 공자 평화상 수상자로 선정했다. 공자 평화상 위원회는 그가 양안 간의 평화적 가교를 놓은 점을 인정받아 공자 평화상 수상자로 결정되었다고 밝혔지만, 롄잔 측은 이를 부인했다. 2011년에는 블라디미르 푸틴이 북대서양조약기구(NATO)의 리비아 공습에 반대한 공적으로 공자 평화상 수상자로 선정되었으나 푸틴은 아예 이 상을 받았다는 사실 자체를 들은척조차 하지 않고 무시했다. 결국 중국에 유학온 어떤 러시아 출신 여대생에게 대리수상을 했다.
공자 평화상 수상자에게는 상금 10만 위안(약 1,800만 원, 2010년 12월 당시 기준)이 수여되었다. 2011년 9월 공정성 문제가 제기되면서 폐지 위기에 놓였고 9월 27일 중국향토예술협회가 이 상을 주관하는 단체인 전통문화보호부가 규정을 위반함에 따라 폐지하기로 결정한다는 글을 중국 문화부 공식 홈페이지에 올리면서 폐지되었다. 그러다가 2011년 10월에 홍콩에서 "중국 국제 평화 연구 센터"라는 이름으로 재설립되면서 재개되었는데, 중국 정부는 이 상과 어떠한 관련도 없다고 부인했다. 그러다가 2018년 5월 11일에 홍콩에서 중국 국제 평화 연구 센터의 등록이 취소되고 해체되면서 폐지되었다.

## 역대 수상자
| 연도   | 수상자 | 수상자                                          | 국적           | 수상 이유 |
| ------ | ------ | ----------------------------------------------- | -------------- | --- |
| 2010년 |        | 롄잔 (시상식 불참)                              | 중화민국       | 대만 해협을 둘러싼 양안 관계의 평화를 추진함 |
| 2011년 |        | 블라디미르 푸틴 (시상식 불참)                   | 러시아         | 북대서양 조약 기구(NATO)의 제1차 리비아 내전 개입 반대 입장을 표명함 |
| 2012년 |        | 코피 아난 (시상식 불참)                         | 가나           | 유엔 사무총장 재임 기간 동안에 걸친 유엔의 개혁과 활성화에 기여함 |
| 2012년 |        | 위안룽핑 (시상식 불참)                          | 중화인민공화국 | 잡종벼 기술 개발을 통해 세계 식량 문제 해결에 기여함 |
| 2013년 |        | 이청 (유일하게 시상식에 참석)                   | 중화인민공화국 | 중국 불교 협회 회장을 역임하는 동안에 중국의 불교를 개혁하고 발전시킴 세계 각지에 불교의 교리를 전파하여 세계 평화에 기여함                                                                                          |
| 2014년 |        | 피델 카스트로 (시상식 불참)                     | 쿠바           | 국제 관계에서 분쟁과 문제를 해결하기 위해 무력이나 폭력을 사용하는 것에 반대 입장을 표명 쿠바 국가평의회 의장 퇴임 이후에 여러 나라의 지도자들과 단체들을 적극적으로 만나 핵전쟁 반대를 강조하는 데 중요한 공헌을 함 |
| 2015년 |        | 로버트 무가베 (시상식 불참)                     | 짐바브웨       | 짐바브웨의 평화·정치·경제 질서 구축, 범아프리카주의·아프리카 독립 운동 지원 아프리카 연합 의장을 역임하면서 아프리카 평화를 위한 활동을 적극적으로 추진함                                                            |
| 2016년 |        | 선량량, 양수펑, 리레이 (유족이 시상식에 참석함) | 중화인민공화국 | 말리·남수단에 파견된 중국 평화유지군으로서 젊고 소중한 인생을 세계 평화를 수호하는 데에 바침 |
| 2017년 |        | 훈 센 (시상식 불참)                             | 캄보디아       | 상설중재재판소의 필리핀 대 중국(남중국해 분쟁 중재) 판결에 비판적인 입장 표명 |